# 合浦文昌塔
合浦文昌塔，也叫北海文昌塔，位于中国广西壮族自治区合浦县廉州镇南郊四方岭，为一个省级文物保护单位，类型为古建筑，为第六批广西壮族自治区文物保护单位，公布时间为2009年5月4日。
合浦文昌塔始建于明朝万历四十一年（公元1613年）。文昌塔为平面呈八边形的仿楼阁式七层砖塔，塔身逐层向内收，每层高度依次有规则递减；表面抹白色灰皮，挑檐和八角边线涂土红色。始建于明朝万历年间，距今已有397年历史。塔为八角形，高约35米，塔座直径8.41米，内径2.6米。